# Boeing Phantom Ray
Boeing Phantom Ray — американський демонстраційний безпілотний бойовий повітряний транспортний засіб (UCAV), розробки компанії Boeing, його автономного підрозділу «Phantom Works».
Літак спроєктований за схемою «літаюче крило» і виконаний в розмірі, близькому до розміру звичайного реактивного винищувача. Перший політ був виконаний в квітні 2011. Програма випробувальних польотів включала моделювання місій: спостереження, одиночний напад, повітряна дозаправка. 
Проєкт Boeing Phantom Ray створений на базі проєкту Boeing X-45C, передбачається що він стане основою серії літаків-прототипів.